# Colombiers, Vienne
Colombiers là một xã, tọa lạc ở tỉnh Vienne trong vùng Nouvelle-Aquitaine, Pháp. Xã này có diện tích 20,77 kilômét vuông, dân số năm 2006 là 1361 người. Xã nằm ở khu vực có độ cao trung bình 139 m trên mực nước biển.
Dân địa phương danh xưng tiếng Pháp là Colombiersois.

## Biến động dân số
| Năm | 1962 | 1968 | 1975 | 1982  | 1990  | 1999  | 2006  |
| --- | ---- | ---- | ---- | ----- | ----- | ----- | ----- |
| Dân số | 692  | 790  | 846  | 1 078 | 1 286 | 1 274 | 1 361 |
| From the year 1962 on: No double counting—residents of multiple communes (e.g. students and military personnel) are counted only once. |      |      |      |       |       |       |       |